# Gabriel Miranda
Gabriel Miranda (Montevideo, 20 de agosto de 1968) é um futebolista uruguaio naturalizado venezuelano que atuava como meia.

## Carreira
Gabriel Miranda integrou a Seleção Venezuelana de Futebol na Copa América de 1997.